# Valvola di Houston
Nell'anatomia umana, la cosiddetta valvola di Houston, conosciuta anche come valvola rettale, si ritrova nell'ampolla rettale.

## Anatomia
Lungo l'ampolla rettale (si parla di 13-15 cm) si ritrovano all'esterno dei solchi, a questi corrispondono alcune pieghe, le valvole rettali chiamate anche valvole di Houston.
 
Le valvole sono 3:
- Superiore
- Media (situata a destra del retto)
- Inferiore

L'estensione di queste pieghe è estremamente variabile: possono occupare dalla metà ai 2/3 del diametro dell'intestino.
Il termine valvole rettali è improprio perché sono solo pieghe e non hanno nessun significato valvolare in senso stretto. Sono costituite da mucosa, sottomucosa ed una parte della muscolatura circolare. È proprio la contrazione di questa muscolatura circolare che solleva e forma la piega.